# Франсиско Ернандес де Кордоба (засновник Нікарагуа)

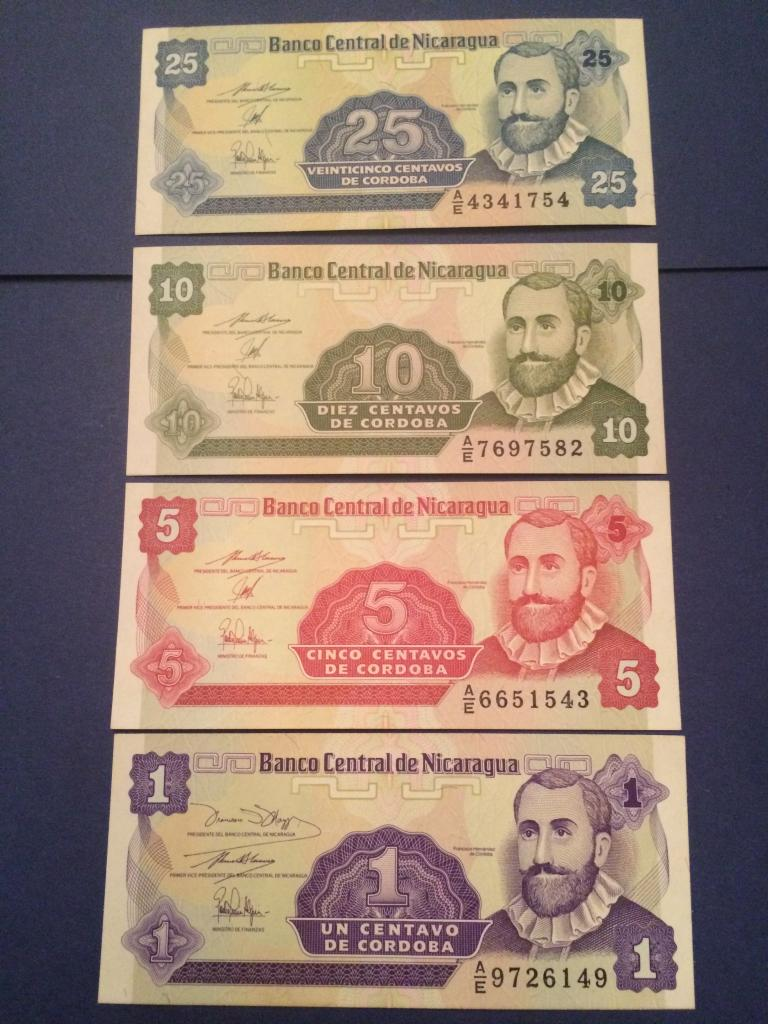
1-25 сентаво 1991 рік.

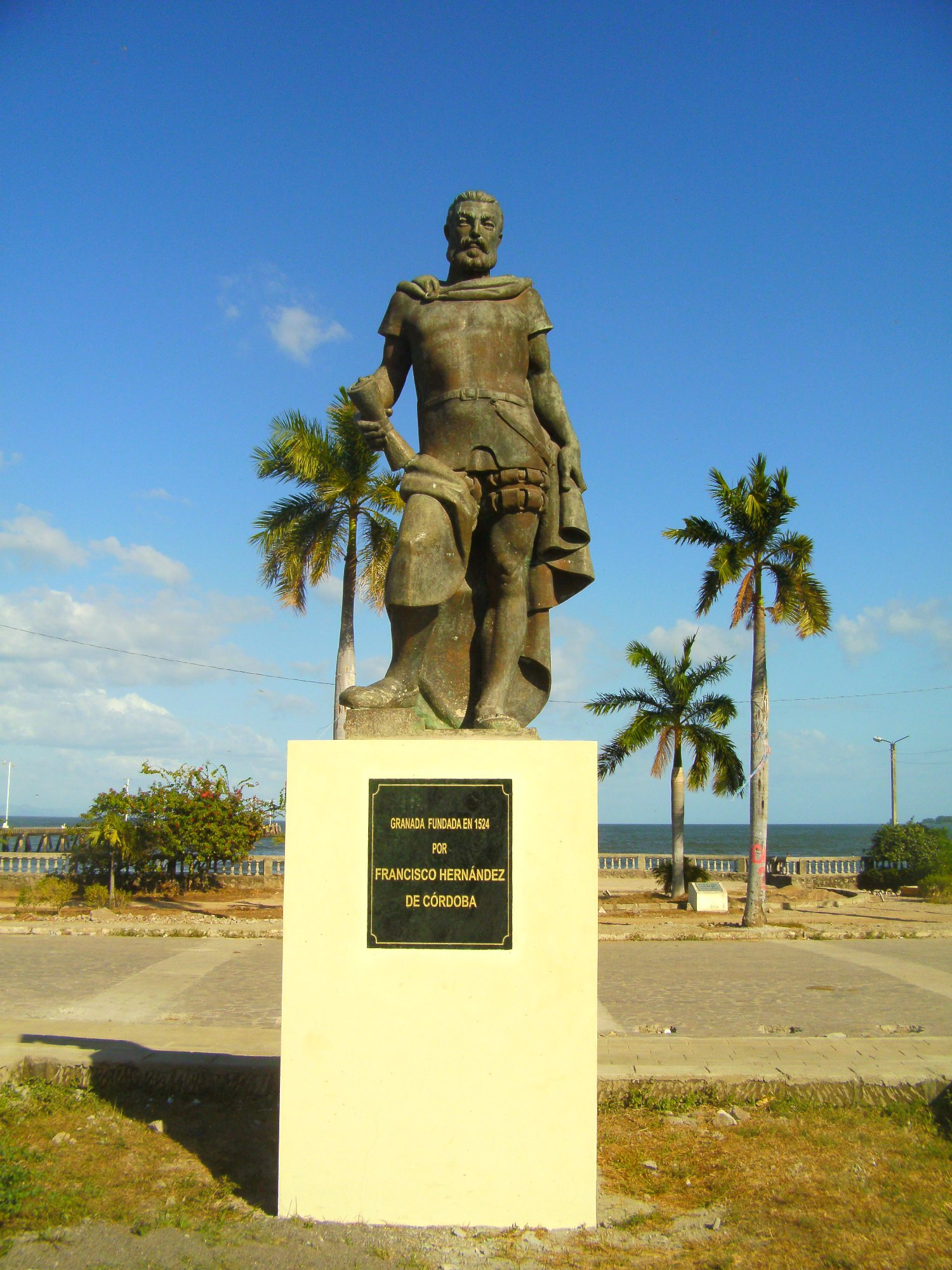
Пам'ятник в Гранаді

Франсиско Ернандес де Кордоба (ісп. Francisco Hernández de Córdoba, бл. 1475? - 1526) зазвичай вважається засновником Нікарагуа, а насправді він заснував два важливих нікарагуанських міста, Гранаду та Леон. На його честь названа валюта Нікарагуа — кордоба.
Кордоба був офіцером Педро Аріаса Давіли, відомого також як Педраріас Давіла :43. Ернан Кортес і Ернан Понсе де Леон підтримали Кордобу під час завоювання Нікарагуа в 1524 році, в обмін на підтримку проти Крістобаля де Оліда. Давіла вважав Кордобу повстанцем і зрадником, і врешті-решт захопив його в полон і обезголовив :71,80.
Його останки були знайдені в 2000 році в місті Старий Леон, Нікарагуа. 